# Deus Ex: Human Revolution
Deus Ex: Human Revolution là một trò chơi hành động nhập vai lén lút chủ đề cyberpunk neo-noir phát triển bởi Eidos Montreal và phát hành bởi Square Enix, người cũng sản xuất các phân đoạn CGI. Phát hành vào tháng 8 năm 2011, nó là trò chơi thứ ba trong thương hiệu Deus Ex và là phần trước cho trò chơi gốc phát hành năm 2000 . Phiên bản Mac OS X của trò chơi và "Ultimate Edition" chứa nội dung tải về The Missing Link được xuất bản bởi Feral Interactive và phát hành vào ngày 26 tháng 4 năm 2012 .
Trò chơi được thiết lập vào năm 2027, 25 năm trước các sự kiện trong trò chơi đầu tiên tại một thời điểm khi các tập đoàn đa quốc gia đã phát triển với quyền lực vược ngoài sự kiểm soát của chính phủ. Trò chơi theo sau Adam Jensen, Giám đốc bảo mật mới được tuyển dụng tại Sarif Industries, một công ty công nghệ sinh học phát triển. Sau một cuộc tấn công khủng bố tàn bạo vào trụ sở chính của Sarif ở Detroit, Jensen bị trọng thương nên buộc phải trải qua ca phẫu thuật để thay thế phần lớn cơ thể của anh với các bộ phận giả nâng cao. Trở lại làm việc, anh bị lôi kéo vào chính trị toàn cầu về nâng cao con người trong lúc tìm kiếm những kẻ chịu trách nhiệm cho vụ tấn công. Chủ đề trung tâm của trò chơi là sự nổi lên của các tập đoàn trong toàn cầu hóa, gián điệp, sự sống còn của con người, đói nghèo và đạo đức của việc thúc đẩy con người với các bộ phận cơ thể nhân tạo.
Human Revolution nhận được nhiều lời khen ngợi khi phát hành, với nhiều nhận xét ca ngợi lối chơi mở của trò chơi và trọng lượng của tương tác xã hội vào kết quả của sự kiện 

## Lối chơi

Một góc phố của Lower Hengsha, một trong các địa điểm của trò chơi.

Trò chơi có 4 kiểu chơi khác nhau, được gọi bởi nhà phát triển là "Combat" (chiến đấu), "Stealth" (lén lút), "Hacking", và "Social" (xã hội). Người chơi có thể chuyển đổi giữa tất cả kiểu chơi chơi bất cứ khi nào họ muốn, và một số kiểu chơi có thể dùng chung với nhau. Ví dụ, hack không thành công có thể dẫn đến báo động và bắt đầu một cuộc chiến, và kỹ năng xã hội có thể giúp người chơi tiến vào một số khu vực nhất định một cách dễ dàng hơn (do đó tránh sự cần thiết để lén lút hoặc chiến đấu).
Trong loạt game, Augmentations là công nghệ sửa đổi cơ thể con người giúp cung cấp cho người sử dụng các khả năng siêu nhân. Trong khi augmentations trong hai trò chơi đầu tiên dựa trên công nghệ nano, Human Revolution thay vào đó sử dụng augmentations cơ học vì nó đi trước trò chơi đầu tiên theo thứ tự thời gian. Khi người chơi tiến diễn thông qua trò chơi, họ có thể kích hoạt augmentations phục vụ cho mỗi cách chơi . Những augmentation này được mở khóa bằng cách nhận đủ kinh nghiệm để lên cấp hoặc bằng cách mua Praxis Kit, từ phòng khám L.I.M.B để người chơi nhận được điểm kỹ năng Praxis.
Trong khi nhân vật của người chơi có khả năng mang lại cái chết đến cho kẻ thù, người chơi không bao giờ bị buộc phải gây chết người, ngoại trừ đấu boss. Vì vậy, việc sử dụng vũ lực gây chết người sẽ trở thành một sự lựa chọn đạo đức cho người chơi. Trong thực tế, người chơi được trao thành tựa/chiến tích Pacifist bằng cách hoàn thành toàn bộ trò chơi (bao gồm chương mở đầu) mà không có bất kỳ NPC nào chết bởi người chơi. Điều này không chỉ bao gồm các hành động trực tiếp như nhân vật của người chơi bắn và giết chết đối phương, mà còn các phương pháp gián tiếp như lập trình lại robot an ninh và tháp pháo để bắn và tiêu diệt kẻ thù. Thậm chí giết người tình cờ như nhân vật người chơi vô hiệu hóa không gây chết người khiến NPC rơi vào nước nhiễm điện hoặc bờ vực cũng sẽ làm cho người chơi không thể kiếm được Pacifist, trừ khi dùng điểm save gần nhất. Các đối thủ duy nhất mà người chơi có thể giết chết và vẫn nhận được Pacifist là boss cũng như các NPC không phải con người như robot an ninh.
Augmentations, trong khi tăng cường hiệu suất của người chơi trong mỗi cách chơi, cũng cho phép người chơi xây dựng các phương pháp chơi riêng của họ nếu cảm thấy phù hợp. Ví dụ, người chơi có thể ưu tiên augmentations giúp nâng cao sức mạnh chiến đấu hoặc khả năng hack của nhân vật của người chơi trong khi (chủ yếu hoặc hoàn toàn) có thể bỏ qua mà vẫn có thể hoàn thành mục tiêu của nhiệm vụ.
Mỗi đơn vị của đối phương sẽ có một người chỉ đạo hành động của nhóm. Nếu người chỉ đạo bị loại bỏ, nhóm sẽ rơi vào tình trạng lộn xộn. Kẻ thù cũng phản ứng với các quyết định của người chơi, chẳng hạn như thay đổi hành vi hoặc vũ khí , Khác với Invisible War, vũ khí sẽ bắn các loại đạn dược riêng biệt thay vì cùng một loại đạn duy nhất. Chúng cũng có thể được nâng cấp như trong Deus Ex thông qua một loạt các "mod vũ khí" để cải thiện hiệu suất, chẳng hạn như giảm thời gian nạp đạn, tăng kích thước băng đạn, thêm một thiết bị laser nhắm mục tiêu để tăng chính xác .
Khác với các trò chơi trước đây, Human Revolution sử dụng cơ chế hồi máu. Sự thay đổi này được thực hiện bởi vì nhà phát triển không muốn người chơi rơi vào một tình huống mà họ không thể tiếp tục do thấp máu và bị buộc phải tìm "túi cứu thương" và thực phẩm. Trong chiến đấu, chỉ cần tiếp xúc với cuộc tấn công của đối phương trong thời gian ngắn là đủ để giết chết người chơi, khiến việc hồi màu chỉ là một nhân tố chính giữa lúc chiến đấu. Người chơi tuy nhiên vẫn có thể sử dụng thuốc (chẳng hạn như thuốc giảm đau) và các đồ uống có cồn khác nhau để tái tạo máu của nhân vật, và thậm chí guíp nâng máu lên hai lần bình thường .
Tương tự như vậy, trò chơi cũng có hệ thống tự tái tạo năng lượng thay vì sử dụng item như trước kia. Trong khi người chơi vẫn sẽ cần phải sử dụng các item để nạp từng tế bào năng lượng của họ, tế bào đầu tiên hoặc bất kỳ tế bào vơi đi một phần sẽ dần dần nạp lại. Mặc dù người chơi có thể nâng cấp số tế bào năng lượng trong mục kỹ năng, cuối cùng chỉ có các tế bào đầu tiên sẽ tự động nạp lại khi hoàn toàn cạn kiệt.
Một thay đổi lớn trong Deus Ex: Human Revolution là làm nổi bật các vật dụng mà người chơi có thể tương tác, được giải thích thông qua cốt truyện là augmentation tầm nhìn chiến thuật. Tính năng này có thể được nhìn thấy trong lần xem trước của trò chơi vào tháng 3 năm 2011 . Tính năng này có thể tắt được trong trò chơi  Human Revolution chủ yếu là góc nhìn thứ nhất nhưng có thể chuyển sang góc nhìn thứ ba lúc ẩn nấp, leo thang, kích hoạt một số augmentation nhất định hoặc cận chiến .

## Nội dung

### Bối cảnh
Trò chơi diễn ra vào năm 2027, 25 năm trước Deus Ex. Augmentation bằng nano vẫn chưa được phát triển và augmentations sinh học hiện tại đang ở trạng thái nghệ thuật. Nhân vật người chơi, Adam Jensen (lồng tiếng bởi Elias Toufexis), là một sĩ quan an ninh tư nhân của Sarif Industries, một công ty công nghệ sinh học hàng đầu chuyên về augmentation con người. Sau khi bị thương nặng trong một cuộc tấn công vào công ty, anh bị buộc phải trải qua augmentation để tồn tại, "the conspiracy begins." Người chơi đi đến một số địa điểm trong quá trình của trò chơi: Detroit, Hengsha (một thành phố hư cấu trên đảo Hengsha) trên sông Dương Tử gần Thượng Hải), Montreal, Singapore, và Panchaea, một cơ sở ở Bắc Băng Dương .

### Chủ đề
Human Revolution nói về đạo đức của việc thúc đẩy con người và đặt ra câu hỏi liệu tầm với của nhân loại đã vượt quá tầm nắm của nó. "Nhân loại sử dụng augmentations cơ khí", đạo diễn Jean-Francois Dugas kể về điều này trước khi phát hành trò chơi, "nhưng vẫn còn nhiều thứ để xác định về tác động của chúng đối với xã hội và sự chỉ đạo cuối cùng mà nó sẽ dẫn chúng ta." Huyền thoại Hy Lạp của Daedalus và Icarus xuất hiện trong giấc mơ của Adam Jensen là một câu chuyện ngụ ngôn về suy nghĩ này, và cũng là một gợi ý đến Daedalus và Icarus, tên của hai trí thông minh nhân tạo trong Deus Ex - một cầu nối trí tuệ với trò chơi gốc. Với hành động khiêu khích ở địa điểm cuối cùng trong Human Revolution, Hugh Darrow so sánh mình với Daedalus là đã nhìn thấy sự sáng tạo của mình dường như vượt quá khỏi tầm kiểm soát. Tốc độ phát triển công nghệ được thể hiện trực quan bằng chủ đề Phục hưng. Những người hỗ trợ phong trào augmentation ăn mặc và trang trí nhà cửa của họ trong phong cách diễn dịch lại nước Ý cuối thời Trung cổ và toàn bộ trò chơi theo toàn thể là một bảng màu nâu đỏ - màu gợi nhớ lại một bản thảo lịch sử. Ngược lại, những nhân vật phản đối hoặc trung lập với phong trào tăng cường con người lại mặc quần áo gợi nhớ đến thời trang hiện đại . Như với Deus Ex, lý thuyết âm mưu và các tập đoàn hùng mạnh cũng được khắc họa một cách rõ nét, sử dụng augmentation con người như một phương pháp thao túng .

### Cốt truyện
Câu chuyện bắt đầu với Adam Jensen hộ tống bạn gái cũ và nhà khoa học thiên tài Megan Reed đến một hội nghị thượng đỉnh ở Washington để công bố một bước nhảy vọt trong công nghệ augmentation, được thực hiện bởi Sarif Industries. Tuy nhiên, tòa nhà bị tấn công bởi một nhóm lính đánh thuê bí ẩn được gọi là Tyrant. Megan và một số nhà khoa học khác dường như bị giết trong cuộc đột kích và lãnh đạo của Tyrant, Jaron Namir, làm Adam bị thương nghiêm trọng trước khi bắn anh vào đầu. Do chấn thương quá nặng, Giám đốc điều hành của Sarif Industries, David Sarif, sử dụng công nghệ augmentation để cứu sống Adam. Sáu tháng sau vụ tấn công, Adam (nay được augmentation đến mức trở thành một người máy) được lệnh can thiệp vào một cuộc tấn công trở thành bắt con tin bởi một phong trào chống augmentation cực đoan là Purity First. Trong khi ở bên trong, anh tìm thấy một hacker được augmentation ăn cắp dữ liệu từ hệ thống nhưng bị buộc phải tự tử bởi một ai đó khi bị phát hiện (và sau đó, cảnh sát phủ nhận việc hacker này được augmentation, ngụ ý một che đậy cấp cao). Sau khi lấy được trung tâm thần kinh của hacker, Adam và đồng nghiệp Pritchard dõi theo tín hiệu đến một cơ sở bí mật của FEMA, nơi mà các Tyrant đang nắm giữ một số lượng lớn vũ khí. Sau khi đối mặt với Namir, Adam phải chiến đấu với Barrett, một trong những tay sai của Namir. Barrett bị đánh bại và cung cấp cho Adam một địa chỉ ở Hengsha, một thành phố đảo ngoài khơi bờ biển của Trung Quốc, trước khi cố gắng giết Adam nhưng không thành công.
Adam, cùng với phi công Faridah Malik, đi đến Hengsha để tìm thấy những người dường như điều khiển hacker, Arie van Bruggen. Adam biết được việc van Bruggen đang bị truy sát bởi người đứng đầu của Tai Yong Medical, Zhao Yun Ru, và đang được che đậy bởi nhóm Tam hoàng tên Harvesters. Khi Adam tìm thấy van Bruggen, hacker này chỉ cho anh cách đột nhập Tai Yong Medical. Khi ở đó, anh tìm thấy một ghi âm cho thấy rằng Megan và các nhà khoa học khác đã bị bắt cóc chứ không bị giết, và chip định vị của họ đã bị vô hiệu hóa. Nó cũng cho thấy rằng Eliza Cassan, một nhân vật chủ chốt của mạng truyền thông Picus, bằng cách nào đó có đã sử dụng vệ tinh của họ để chặn tín hiệu của các con chip trong vụ bắt cóc. Khi anh đối mặt với Zhao, cô ta tiết lộ rằng mình đang làm việc với một thế lực hùng mạnh "lớn hơn Sarif, lớn hơn Tai Yong [và]........ kiểm soát lợi ích toàn cầu một cách tùy ý", trước khi kích hoạt báo động, buộc Adam phải trốn thoát và tìm gặp Eliza ở Montreal.
Đến được trụ sở của Picus, Adam tìm thấy nơi này đã sơ tán toàn bộ nhân công và đầy rẫy bởi lính đánh thuê. Tiến vào trung tâm của cơ sở, hướng dẫn một phần bởi một hình ảnh ba chiều của Eliza mà Adam tìm thấy trong văn phòng của cô, anh thấy mình trong một phòng máy tính lớn phức tạp. Eliza được tiết lộ là một AI tiên tiến được tạo ra bởi chính thế lực mà Zhao đang làm việc với. Sau khi đánh bại với một Tyrant khác, Eliza cho Adam xem một hình ba chiều của Jaron Namir nói chuyện với Iasias Sandoval, phụ tá của Bill Taggart, một nhà phát ngôn chống augmentation và là một nhân vật quan trọng trong Humanity Front, tổ chức chống augmentation hợp pháp. Eliza giúp Adam trốn thoát và bảo anh nói chuyện với David Sarif, đồng thời cảnh báo Adam rằng "tất cả mọi người đều nói dối". Đương đầu với Sarif, Adam biết được sự thật về thế lực đúng đằng sau mọi chuyện là Illuminati, những người đã bí mật kiểm soát các sự kiện lịch sử trong nhiều thế kỷ. Sau đó, Adam tìm ra chỗ của Sandoval và người này tiết lộ với anh rằng các con chip không thể được gỡ bỏ mà không giết chết các nhà khoa học, nên do đó đã được chuyển sang băng thông thấp, vốn vẫn dò ra được. Theo sau tín hiệu của Vasili Sevchenko đến Hengsha, Adam bị người của Belltower phục kích, và tùy thuộc vào người chơi, Malik có thể không chết. Hóa ra Sevchenko đã chết và tín hiệu được phát từ cánh tay giả của ông, hiện đang được sử dụng bởi Tong, người đứng đầu Harvesters. Tong bảo Adam đi đến một cơ sở của Belltower và bằng cách đặt một quả bom ở đó, Adam tạo ra một sự phân tâm đủ lớn để cho phép con trai của Tong thoát khỏi Hengsha và Adam ẩn mình trong một pod ngủ đông.
Thức dậy vài ngày sau đó trong một cơ sở bí mật tại Singapore, Adam tìm và thuyết phục ba nhà khoa học còn sót lại tạo ra một phân tâm và giảm mức độ bảo vệ xung quanh Megan. Sau khi biết sự thật hơn từ các nhà khoa học khác, anh đoán ra được kế hoạch của Illuminati: bắt cóc nhóm nghiên cứu, tạo ra các con chip bị lỗi và kiểm soát các tập đoàn toàn cầu để tạo con chip sinh học đóng vai trò như một kill-switch những người được augmentation, cho phép Illuminati kiểm soát hầu hết thế giới. Adam chạm trán Zhao một lần nữa, người cố gắng sử dụng kill-switch (liệu nó có thành công hay không phụ thuộc vào hành động của chính của người chơi) và ra lệnh cho Namir giết anh. Sau khi đánh bại Namir, Adam tìm và đối mặt với Megan, chỉ trích việc cô dường như hợp tác với những kẻ gần như đã giết mình. Megan, đảm bảo với anh rằng vụ bắt cóc là thật, đã tiết lộ thêm về phát hiện của mình, chìa khóa để augmentation tương thích với mô sống là từ DNA của Adam, và Illuminati muốn sử dụng nó cho lợi ích riêng của họ. Ngoài ra, cô tiết lộ rằng Hugh Darrow, người sáng tạo của augmentation, đã bí mật lên kế hoạch chống lại Illuminati. Ngay lập tức họ nhìn thấy phát sóng từ Panchaea, một cơ sở được xây dựng ở Bắc bán cầu để ngăn chặn sự nóng lên toàn cầu thông qua, với Hugh Darrow khởi động các tín hiệu điều khiển, nhưng thay vì tắt chúng, lại khiến những người sử dụng augmentation trên toàn thế giới hóa điên.
Trong khi Megan cùng với các nhà khoa học khác rời đi, Adam đi đến Panchaea, nơi anh tìm thấy Darrow đang chứng kiến sự hỗn loạn. Darrow giải thích rằng ông làm điều này là để bộc lộ Illuminati và cảnh báo thế giới về sự nguy hiểm của công nghệ augmentation. Ông cung cấp cho Adam cơ hội để phơi bày sự thật về âm mưu (kết thúc sự kiểm soát của Illuminati và làm công nghệ augmentation vĩnh viễn bị cấm). Khi anh đi chuyển trong Panchaea, Adam tìm thấy cả Taggart và Sarif còn sống, và mỗi người cung cấp cho anh các lựa chọn thay thế khác nhau; Sarif muốn đổ lỗi cho Humanity Front (mở đường cho các thí nghiệm augmentation), trong khi Taggart muốn đổ lỗi cho thuốc chống đào thải augmentation (khiến thế giới kiểm soát chặt chẽ augmentation, tiếp tục củng cố quyền lực của Illuminati). Adam cuối cùng đi đến trung tâm của Panchaea, Hyron Project, một siêu máy tính lượng tử. Ở đó, anh cũng tìm thấy Zhao, người muốn hack tín hiệu của Hyron và sử dụng nó phục vụ cho lợi ích của Illuminati. Adam phá hủy Hyron Project và giết Zhao. Cuối cùng, Adam đến được trung tâm kiểm soát nơi anh được liên lạc bởi Eliza, người cung cấp cho anh 4 tùy chọn để có thể kết thúc trò chơi: nghe theo Sarif, Taggart hoặc Darrow hoặc phá hủy Panchaea, khiến thế giới với không có câu trả lời và không còn ai sống sót để kể lại chuyện. Tất cả những lựa chọn này dẫn đến một kết thúc có hơi khác nhau, trong đó Adam phản ánh cách augmentation can thiệp với bản chất con người của mình và hy vọng rằng nhân loại sẽ có những lựa chọn đúng đắn trong tương lai.
Trong cảnh sau credit báo hiệu trước các sự kiện của Deus Ex, Bob Page được nghe thấy là đang nói chuyện với Morgan Everett về việc sử dụng "đống đổ nát" còn lại của Hyron Project để sử dụng cho 'Morpheus Initiative'. Megan Reed được tiết lộ là làm việc với Iluminati trong dự án "virus nanite hão huyền" (tức là Gray Death). Cũng ngụ ý rằng, trong thành tích được mở khóa bằng cách xem đoạn cắt cảnh ("The D Project"), DNA của Adam sẽ được sử dụng như là cơ sở cho sự sáng tạo của anh em Denton.

### Diễn viên lồng tiếng
- Elias Toufexis là Adam Jensen[20]
- Stephen Shellen là David Sarif
- Arthur Holden là Hugh Darrow
- Bruce Dinsmore là William Taggart
- Michelle Boback là Megan Reed
- Paula Jean Hixson là Faridah Malik
- Andreas Apergis là Frank Pritchard
- Jane Luk là Zhao Yun Ru
- Dennis Akiyama là Tong Si Hung
- Michael Rudder là Jaron Namir
- Al Goulem là Barrett
- Danny Blanco Hall là Ezekiel Sanders
- Matt Holland là Isaius Sandoval
- Cliff Stephens là Bob Page

## Phát triển
Deus Ex 3 được công bố vào ngày 17 tháng 5 năm 2007, trong một cuộc phỏng vấn với Patrick Melchior, giám đốc của Eidos France, trên show truyền hình Pháp-Canada M. Net . Một tease trailer sau đó được phát hành vào ngày 26 tháng 11  và khoảng một năm sau đó PC Zone tiết lộ một bản xem trước đầu tiên về một số cơ chế và thiết lập của trò chơi và cung cấp các tác phẩm nghệ thuật và ảnh chụp màn hình thực sự đầu tiên . Một số các quyết định thiết kế đã được đề cập, đáng chú ý nhất là việc giới thiệu khả năng tự hồi máu, dẫn đến phản ứng dữ dội ban đầu giữa các fan của Deus Ex . Trong tháng 11 năm 2009, trò chơi được công bố là do Square Enix xuất bản và các đoạn cắt cảnh CGI được tạo ra tại phòng thu Visual Works của Nhật Bản với đạo diễn từ Goldtooth Creative tại Canada. Kết quả của mối quan hệ đối tác quốc tế này lần đầu tiên được nhìn thấy tại teaser trailer trình diễn tại Game Developers Conference năm 2010 (lúc này được đổi tên thành Human Revolution và ngày phát hành được dời lại vào "đầu năm 2011"), được mở rộng thành một trailer ba phút tại E3 2010. E3 2010 cũng đã cho thấy một bản xem trước lớn thứ hai của trò chơi, lần này tại PC Gamer UK, trong đó cung cấp ảnh chụp màn hình và chi tiết gameplay .
Tại Gamescom 2010 , nhà sản xuất David Anfossi nói với VG247 rằng ông đã tạo ra nội dung tải về cho trò chơi mà theo ông nói là "một phần mở rộng của Deus Ex: Human Revolution." Ngày 16 tháng 12 năm 2010, Square Enix thông báo rằng trò chơi đã được dời lại đến năm tài chính tiếp theo, bắt đầu từ ngày 6 tháng 4 năm 2011 . Tại Penny Arcade Expo East năm 2011, trò chơi đã được thông báo rằng sẽ được phát hành vào ngày 23 tháng 8 tại Bắc Mỹ và 26 tháng 8 năm 2011 ở châu Âu. Ngày 31 tháng 5 năm 2011, một bản xây dựng xem trước của trò chơi đã bị rò rỉ trực tuyến . Phiên bản tiếng Nhật của trò chơi đã được CEZO Đánh giá Z, nhưng lại có một đoạn cắt cảnh được thay đổi nội dung bởi vì cho thấy tiếp xúc với cơ quan nội tạng của đàn ông và một vật dụng tình dục . Lúc đầu Eidos có ý định làm cho phiên bản máy tính bán lẻ của trò chơi được khóa theo khu vực. Lý do đằng sau điều này là do hạn chế DVD có nghĩa là ngôn ngữ của trò chơi sẽ được phân chia . Tuy nhiên do phản ứng tiêu cực từ công chúng, khóa này đã không được thực hiện .

## Âm nhạc
Nhạc nền cho Deus Ex: Human Revolution được sáng tác và sản xuất bởi Michael McCann. Nó đã nhận được đề cử điểm Best Original Score từ Học viện Phim Và Truyền hình Anh (2012), 2011 Spike TV Video Game Awards, 2011 Spike TV Video Game Awards, 2011 Hollywood Music in Media Awards (2 đề cử), 2011 Cue Awards (4 đề cử), 2012 Canadian Video Game Awards và 2011 G4TV X-Play Awards. Một soundtrack gồm 25 ca khúc bán lẻ đã được phát hành vào ngày 15 tháng 11 năm 2011 như là một đĩa CD vật lý và tải về kỹ thuật số. Một phiên bản soundtrack ngắn hơn với 12 bài cũng được bao gồm trong bản Augmented (Collector's) Edition của trò chơi.
| Deus Ex: Human Revolution Original Soundtrack (Retail Edition) | Deus Ex: Human Revolution Original Soundtrack (Retail Edition) | Deus Ex: Human Revolution Original Soundtrack (Retail Edition) |
| STT                                                            | Nhan đề                                                        | Thời lượng                                                     |
| -------------------------------------------------------------- | -------------------------------------------------------------- | -------------------------------------------------------------- |
| 1.                                                             | "Icarus - Main Theme"                                          | 3:41                                                           |
| 2.                                                             | "Opening Credits"                                              | 2:15                                                           |
| 3.                                                             | "Main Menu"                                                    | 1:50                                                           |
| 4.                                                             | "First and Last"                                               | 3:14                                                           |
| 5.                                                             | "Detroit City Ambient (Part 1)"                                | 2:03                                                           |
| 6.                                                             | "Detroit Marketplace"                                          | 3:45                                                           |
| 7.                                                             | "The Mole"                                                     | 2:24                                                           |
| 8.                                                             | "Barrett Boss Fight"                                           | 2:49                                                           |
| 9.                                                             | "Home"                                                         | 2:17                                                           |
| 10.                                                            | "Jewel of the Orient"                                          | 1:03                                                           |
| 11.                                                            | "Lower Hengsha Ambient (Part 1)"                               | 2:21                                                           |
| 12.                                                            | "Singapore Ambient (Part 2)"                                   | 2:24                                                           |
| 13.                                                            | "After the Crash"                                              | 4:03                                                           |
| 14.                                                            | "The Hive"                                                     | 3:56                                                           |
| 15.                                                            | "Harvesters"                                                   | 2:57                                                           |
| 16.                                                            | "Hung Hua Brothel" (extended)                                  | 3:17                                                           |
| 17.                                                            | "Everybody Lies"                                               | 4:40                                                           |
| 18.                                                            | "LIMB Clinic"                                                  | 1:44                                                           |
| 19.                                                            | "Penthouse"                                                    | 1:36                                                           |
| 20.                                                            | "Hengsha Daylight (Part 1)"                                    | 4:25                                                           |
| 21.                                                            | "Entering TYM"                                                 | 1:54                                                           |
| 22.                                                            | "Return to Hengsha"                                            | 2:43                                                           |
| 23.                                                            | "And Away We Go"                                               | 1:17                                                           |
| 24.                                                            | "Namir" (trailer edit)                                         | 2:30                                                           |
| 25.                                                            | "Endings"                                                      | 2:10                                                           |

| Deus Ex: Human Revolution Original Soundtrack (Augmented Edition) | Deus Ex: Human Revolution Original Soundtrack (Augmented Edition) | Deus Ex: Human Revolution Original Soundtrack (Augmented Edition) |
| STT                                                               | Nhan đề                                                           | Thời lượng                                                        |
| ----------------------------------------------------------------- | ----------------------------------------------------------------- | ----------------------------------------------------------------- |
| 1.                                                                | "Icarus - Main Theme"                                             | 3:44                                                              |
| 2.                                                                | "Opening Credits"                                                 | 2:14                                                              |
| 3.                                                                | "Main Menu"                                                       | 1:50                                                              |
| 4.                                                                | "Barret Boss Fight"                                               | 2:48                                                              |
| 5.                                                                | "Detroit City Ambient Part 1"                                     | 2:02                                                              |
| 6.                                                                | "And Away We Go"                                                  | 1:17                                                              |
| 7.                                                                | "Lower Hengsha Ambient Part 1"                                    | 2:16                                                              |
| 8.                                                                | "Return to Hengsha"                                               | 2:27                                                              |
| 9.                                                                | "HongHua Brothel"                                                 | 1:55                                                              |
| 10.                                                               | "Everybody Lies"                                                  | 4:42                                                              |
| 11.                                                               | "LIMB Clinic"                                                     | 1:41                                                              |
| 12.                                                               | "Endings"                                                         | 2:10                                                              |

## Tiếp thị

### Phiên bản
Phiên bản "Augmented Edition" được phát hành ở các nước châu Âu, Australia, New Zealand và Hoa Kỳ. Nó bao gồm phim tài liệu, truyện tranh chuyển động, trailer tại E3, soundtrack trò chơi của Michael McCann, kịch bản hoạt hình và Artbook 40 trang. Tại Đức, Augmented Edition được phát hành với tên gọi "Limited Edition". Trong game, người chơi sẽ nhận được một nhiệm vụ bổ sung, vũ khí và tiền mặt thông qua Explosive Mission Pack và Tactical Enhancement Pack . "Augmented Edition" cũng có sẵn ở Bắc Mỹ nhưng không bao gồm Explosive Mission Pack và Tactical Enhancement Pack . Những gói này chỉ có thông qua đặt hàng trước từ các nhà bán lẻ . Ngoài ra, "Collector's Edition" bao gồm tất cả các nội dung của Augmented Edition cũng như hình tượng Play Arts Kai của nhân vật chính của trò chơi, Adam Jensen. Phiên bản này chỉ được phát hành độc quyền tại châu Âu . Ngoài ra, bản "Limited Edition" riêng biệt được phát hành ở Anh có chứa trò chơi cùng với Explosive Mission Pack.

### Đồ chơi
Nhân vật hành động dựa trên nhân vật chính Adam Jensen cũng như lính đánh thuê Yelena Fedorova và Lawrence Barrett đã được phát hành bởi Square Enix trong dòng nhân vật hành động Play Arts Kai vào tháng 8 năm 2011 tại Nhật .

## Nội dung tải về
Gói nội dung tải về, The Missing Link, được phát hành vào ngày 18 tháng 10 năm 2011 cho PC và Xbox 360, với nội dung trên PlayStation 3 có sẵn vào ngày hôm sau . Theo VideoGamer.com, nội dung này bổ sung thêm khoảng 5 giờ chơi .
DLC này giải quyết những lời chỉ trích về các trận đấu boss của trò chơi chính, bao gồm trận đấu boss được phát triển trong nhà bởi Eidos Montreal, mà người chơi không bắt buộc phải giết .

### Cốt truyện
The Missing Link xảy ra trong khoảng thời gian Adam trên chiếc tàu chở hàng từ Hengsha đến Singapore.
Adam bị phát hiện và bắt giữ trên tàu. Hai chỉ huy của Belltower, Pieter Burke và Keitner Netanya tra tấn anh để lấy thông tin về nhân dạng. Sau khi chiếc ghế EMP giữ Adam ngừng hoạt động một cách bí ẩn, Adam thu hồi lại trang thiết bị của mình với sự giúp đỡ của một hacker bí ẩn, người liên lạc thông qua radio. Con tàu cập cảng tại Rifleman Bank Station, một trạm tiếp tế trên biển của Belltower. Sau khi lẻn vào được trạm, Adam phát hiện ra rằng Keitner là người giúo anh trốn thoát. Thất vọng với bản chất phi đạo đức của các hoạt động của Belltower, cô muốn Adam tìm bằng chứng cụ thể về một nghiên cứu bất hợp pháp mà cô có thể sử dụng để cung cấp cho Interpol. Cô cũng hướng dẫn Adam mua vũ khí từ Garvin Quinn, một kỹ thuật viên trên trạm và là một thương nhân bán vũ khí chợ đen.
Sau khi xâm nhập vào khu an toàn của trạm, Adam phát hiện ra rằng trong thực tế đây là một trại giam khổng lồ với hàng trăm người vô tội bị bắt cóc trên toàn cầu để hỗ trợ Hyron Project của Illuminati. Vì các thông số sinh học rất nghiêm ngặt, hầu hết những người bị giam cầm chết sau khi bị thử nghiệm. Sau khi nghe lỏm được cuộc trò chuyện giữa Burke và hai nhà khoa học, Gary Savage và Tiffany Kavanagh, Adam lấy được quyền truy cập vào một thang máy đưa anh đến một cơ sở nghiên cứu đồ sộ dưới nước. Kavanagh, người luôn nghi ngại về bản chất vô nhân đạo của nghiên cứu, đã đồng ý cung cấp thông tin. Burke phát hiện ra hành động của Keitner và cho lính của mình giết cô. Burke sau đó kích hoạt "Mã Vàng": bơm khí độc vào trại giam và cơ sở nghiên cứu để loại bỏ nhân chứng. Do chỉ có thể chuyển hướng dòng khí vào một chỗ, Adam buộc phải lựa chọn giữa Kavanagh và các tù nhân. Một con đường bí mật ở gần đó cho phép anh cứu tất cả.
Adam sau đó quay lại căn cứ và đối mặt với Burke, người có thể bị giết hoặc vô hiệu hóa. Adam sau đó được liên lạc bởi hacker bí ẩn, người thông báo với anh rằng một con tàu khác đang chuẩn bị khởi hành đến vị trí của Megan Reed. Ông tiết lộ mình là "Quinn" và là người liên hệ Keitner với Interpol. Ông giải thích rằng ông sử dụng Jensen và Keitner như những con tốt để chống lại Belltower lẫn Illuminati. Quinn sau đó ca tụng hoặc đặt câu hỏi về hành động của Jensen (dựa trên việc người chơi chọn hoặc hy sinh Kavanagh), trước khi đưa anh lên một cryosleep. Pod này sau đó được gửi qua máy bay trực thăng lên tàu khởi hành.

## Phương tiện truyền thông

### Deus Ex: Icarus Effect
Cuốn tiểu thuyết, sáng tác bởi James Swallow, là một câu chuyện phần trước được thiết lập trước và song song với sự bắt đầu của Human Revolution. Câu chuyện đi sâu hơn vào hoạt động của nhóm lính đánh thuê Tyrant và bao gồm một số nhân vật từ Deus Ex gốc. Nó được phát hành vào ngày 11 tháng 2 năm 2011, khoảng sáu tháng trước khi trò chơi được phát hành .
Hai nhân vật chính của tiểu thuyết là lính đánh thuê Ben Saxon của Belltower và mật vụ Mỹ Anna Kelso, vốn điều phải chịu mất mát cá nhân bởi Tyrants. Sau khi mất cấp trên và một người bạn thân trong một cuộc tấn công khủng bố ở Washington D.C, Kelso tiến hành một cuộc điều tra riêng. Sau khi mất toàn bộ nhóm lính Belltower của mình trong một hoạt động thất bại trong nội chiến Úc, Saxon được tuyển chọn vào hàng ngũ Tyrant bởi Jaron Namir để thay thế một đặc vụ bị giết bởi Kelso trong cuộc tấn công vào DC. Khi cuộc điều tra của Kelso đạt được bước đột phá, cô bị phát hiện và bị đuổi khỏi cục. Hỗ trợ bởi một nhóm tin tặc được gọi là Juggernaut Collective, Keslo nhận ra rằng cô đã bị phản bội và bị bắt giữ bởi các đồng nghiệp của mình. Được giải thoát bởi Juggernaut Collective và đồng minh của nhóm là New Sons of Freedom, cô bị đổ tội cho một cuộc tàn sát do Tyrants tiến hành để giết cấp trên đã bán đứng cô. Saxon hoàn thành nhiệm vụ nhưng lại bắt đầu đặt câu hỏi về mục tiêu và phương pháp của Tyrants. Sau khi tha Kelso trong vụ thảm sát, anh được liên lạc bởi hacker bí ẩn "Janus". Dưới sự chỉ đạo của hacker, Saxon nhận ra được mục đích thực sự và hành động tàn bạo của Tyrant, với vụ phá hoại giết chết đồng đội Belltower của anh là một trong số đó. Sau một cuộc chiến căng thẳng với các thành viên còn lại của nhóm, anh bỏ trốn khỏi máy bay phản lực của Tyrant khi nó đang bay.
Với sự trợ giúp của Juggernaut Collective và New Sons of Freedom, Anna và Ben gặp nhau. Dần dần nhận ra tầm quan trọng của âm mưu, đồng thời phải đối mặt với trả thù cá nhân và lựa chọn khó khăn, cuối cùng họ phá tan được kế hoạch ám sát của Tyrant nhắm vào nhà lãnh đạo của Humanity Front, William Taggart, tại Geneva. Trong một cuộc đối đầu cuối cùng với Namir và các Tyrant khác, cả hai cứu sống lẫn nhau và rút lui đến một vị trí an toàn ở Costa Rica, biết rằng tương lai của thế giới vẫn bị treo trong sự cân bằng.

### Truyện tranh DC Comics
Một loạt truyện 6 tập, viết bởi Robbie Morrison, có nội dung cho biết thêm một câu chuyện nằm giữa chuyến khởi hành đầu tiên của Jensen và Malik từ Detroit đến Hengsha. Loạt truyện đi sâu hơn vào quá khứ của Adam khi còn là một sĩ quan cảnh sát và mối quan hệ của Sarif với William Taggart và Zhao Yun Ru.
Trên đường tới Hengsha, họ chuyển hướng đến Ciudad Juarez để cứu cháu gái của Sarif từ những kẻ bắt cóc. Sau khi giải cứu thành công, họ trở về Detroit, nơi cô gái được đoàn tụ với mẹ, một thành viên cấp cao của Humanity Front. Sau khi một cuộc biểu tình của Humanity Front bị tấn công khủng bố sử dụng công nghệ từ Sarif Industries, Jensen đi theo đầu mối đến Montreal và gặp gỡ Katrina Sutherland, một nhà thầu an ninh của Anh. Cùng nhau họ tìm ra người đứng đằng sau vụ tấn công là Quincy Durant, cựu chỉ huy SWAT của Adam, giờ đây trở thành một tên khủng bố được tăng cường với augmented.
Adam và Katrina phát triển một mối quan hệ lãng mạn. Sarif gặp William Taggart và Zhao Yun Ru ở London, mong muốn ông hợp tác với họ nhưng Sarif từ chối. Quay trở lại Detroit với Jensen và Malik, Sarif bị tấn công bởi Durant. Jensen đánh nhau với Durant nhưng chỉ để khám phá rằng hắn đã bắt Katrina làm con tin. Durant cho Adam hai lựa chọn, tự tử hoặc ông ta sẽ giết Katrina. Khi Adam sắp kết thúc mạng sống của mình trong một nỗ lực tuyệt vọng để cứu Katrina, cô tấn công Durant. Cô cứu được Adam, nhưng giết cả Durant và bản thân mình trong quá trình. Cái chết của cô ảnh hưởng sâu sắc đến Adam, người tiếp tục sứ mệnh ban đầu của mình là hướng đến Hengsha.

### Phim chuyển thể
Ngày 12 tháng 7 năm 2012, đã có một thông báo rằng một phim chuyển thể dựa trên trò chơi đã được lên kế hoạch bởi Eidos Montreal và CBS Films, người có được bản quyền phim cho trò chơi . Ngày 15 tháng 11, có thông báo rằng Scott Derrickson sẽ chỉ đạo bộ phim, cùng đồng viết kịch bản với C. Robert Cargill, người cũng làm việc với Derrickson trên Sinister. Trong cùng bài viết, đã có tiết lộ rằng Roy Lee và Adrian Askarieh sẽ là nhà sản xuất của bộ phim, và John P. Middleton sẽ được điều hành sản xuất .

## Đánh giá

### Đánh giá quan trọng
Deus Ex: Human Revolution nhận được sự hoan nghênh rộng rãi. Những nhà phê bình truy cập được vào trò chơi trong tháng 2 năm 2011 đánh giá cao kinh nghiệm mở của trò chơi, tương tự như Deus Ex gốc , tầm quan trọng của hội thoại trong các nhiệm vụ  và độ sâu của cốt truyện . PC Gamer UK cho trò chơi số điểm 94 và là Editor's Choice, mô tả nó như là một trò chơi "đặt gần như tất cả mọi thứ khác trong thể loại này xấu hổ."  Official Xbox Magazine UK cho trò chơi số điểm 10/10  Official PlayStation Magazine UK cho trò chơi 8/10, do thất vọng với số lượng đạn, thời gian tải và đấu boss. PCPowerPlay ca ngợi rằng "Ừ, Eidos Montreal đã thực hiện một vài bước đi sai lầm. Tuy nhiên, thực tế là nó có quá nhiều được làm đúng phải là điều quan trọng. Human Revolution giống như một bức thư tình cho Deus Ex." Trao cho trò chơi 9/10, họ trích dẫn "Một trong các trò chơi PC hay nhất được tạo ra. Eidos Montreal đã chạm đến mặt trời". Những lời chỉ trích phổ biến bao gồm đấu boss, trong đó loại bỏ các yếu tố lựa chọn của người chơi và tính linh hoạt trong chiến đấu. IGN cho trò chơi 9.0, ca ngợi sự phi tuyến tính của các nhiệm vụ chính và phụ, nói: "Mỗi cái trong số đó có nhiều lớp, nhiều góc cạnh để được khám phá hay không, quan điểm được xem xét và một số kết quả có thể xảy ra." IGN cũng ca ngợi bản chất tự do của trò chơi, nói rằng họ "không bao giờ cảm thấy bị trừng phạt vì lối chơi của [họ]", và vẫn có chỗ cho cả lén lút và bắn súng, và rằng tất cả các con đường luôn luôn có lợi thế và bất lợi, nhưng cuối cùng, tất cả đều dẫn đến thành công. PC Gamer UK đánh giáDeus Ex: Human Revolution là "trò chơi hành động của năm" cho năm 2011 .
Nhiều nhà phê bình chỉ trích các màn đấu boss của trò chơi. Cụ thể, cho một trò chơi tập trung nhiều vào lén lút và không gây chết người, nhiều nhà phê bình cho thấy các trận đấu boss (với Jensen về cơ bản bị buộc phải giết đối phương) là không phù hợp. Tờ báo Anh là Daily Mirror viết "the boss battles feel out of place",. PSM3 coi trò chơi là "Rich, atmospheric and open-ended, but let down by twitchy AI and out-of place boss fights".. Gamespot cho biết "đấu boss nghèo nàn loại bỏ các yếu tố lựa chọn"  và cuối cùng Game Informer đề cập "horribly repetitious arena fights against super-powered foes that can usually drop Jensen before he even knows what hit him." Square Enix đã giao phát triển các màn đấu boss cho GRIP Entertainment .
Những lời chỉ trích liên quan đến đấu boss đã được khắc phục trong sự phát triển của The Missing Link, được phát triển trong nhà bởi Eidos Montreal thay vì giao cho GRIP Entertainment. Nhà ản xuất điều phối Marc-Andre Dufort của Eidos Montreal nói: "Bạn có thể thực sự không phải giết boss. Bạn có thể đánh gục không gây chết người cho hắn. Và bạn có thể giết chết hắn từ xa. Bạn thậm chí có thể giết hắn mà không cần khiến hắn nhìn thấy bạn. Đó là.... một thách thức lớn hơn so với đấu boss tiêu chuẩn như chúng ta có trong nhiều trò chơi."  Màn đấu boss được cải thiện này đã nhận được đánh giá tích cực từ Keza MacDonald của IGN, người nói rằng The Missing Link "làm đúng những sai lầm mang đến cho chúng ta bởi đấu boss của Human Revolution, kết thúc với một cuộc trạm chán boss tuyệt vời cho phép bạn đặt tất cả kỹ năng và sự khôn ngoan của bạn để sử dụng. Đó là một cái nhìn thoáng qua các trận đấu có thể hay như thế nào ở trong câu chuyện chính, nếu chúng ta không bị buộc vào cuộc đối đầu mặt-đối-mặt vốn cảm thấy hoàn toàn trái ngược với phần còn lại của trò chơi.".
Trò chơi đã bán được 2.180.000 bản trên tất cả các hệ máy vào 30 tháng 9 năm 2011 với 800.000 trong số đó được bán ở Bắc Mỹ và 1,38 triệu ở châu Âu .

### Phản ứng về GameStop
GameStop, một nhà bán lẻ video game đã bị chỉ bởi các nhà phê bình khi khách hàng phát hiện ra nhiều nội dung đã bị gỡ bỏ từ bao bì gốc của trò chơi . Họ đã hướng dẫn nhân viên loại bỏ phiếu giảm giá cho việc truy cập miễn phí cho Human Revolution tại OnLive, một dịch vụ chơi game trực tuyến. Họ nói rằng các phiếu giảm giá đã thúc đẩy đối thủ cạnh tranh của một trong những công ty con của họ, Spawn Labs và Impulse, mà gần đây đã được mua lại vào tháng 4 năm 2011.
Như một lời xin lỗi, GameStop đã bắt đầu mang cho khách hàng một thẻ quà tặng 50$ trong cửa hàng cho những người đã mua các bản sao của "Deus Ex: Human Revolution" cho máy tính trước ngày 26 tháng 8 và những người đã đưa ra vấn đề nói trên cho các nhân viên của họ .